# Neděle na venkově
Neděle na venkově (v originále Un dimanche à la campagne) je francouzský hraný film z roku 1984, který režíroval Bertrand Tavernier podle románu Monsieur Ladmiral va bientôt mourir Pierra Bosta. Snímek měl světovou premiéru 11. dubna 1984.

## Děj
Je neděle pozdního léta roku 1912. Pan Ladmiral je malíř na sklonku svého života. Od smrti své ženy žije sám se svou služebnou Mercédès. Jako každou neděli přijíždí jeho syn Gonzague, spořádaný muž, který má rád pořádek, v doprovodu své ženy Marie-Thérèse a jejich tří dětí Émila, Luciena a Mireille. Toho dne přijíždí i jeho svobodomyslná dcera Irène. Její přítomnost otřese tímto poklidným pravidelným rituálem.

## Obsazení
| Louis Ducreux      | pan Ladmiral                   |
| Michel Aumont      | Gonzague                       |
| Sabine Azéma       | Irène                          |
| Geneviève Mnich    | Marie-Thérèse                  |
| Monique Chaumette  | Mercédès                       |
| Thomas Duval       | Émile                          |
| Quentin Ogier      | Lucien                         |
| Katia Wostrikoff   | Mireille                       |
| Claude Winter      | Madame Ladmiral                |
| Jean-Roger Milo    | rybář                          |
| Pascale Vignal     | Louisette, servírka v tančírně |
| Jacques Poitrenaud | Hector, majitel tančírny       |
| Valentine Suard    | mladá dívka                    |
| Erika Faivre       | mladá dívka                    |
| Marc Perrone       | harmonikář                     |
| Bertrand Tavernier | vypravěč                       |

## Ocenění
- Velká cena francouzské kinematografie
- César: nejlepší herečka (Sabine Azéma), nejlepší kamera (Bruno de Keyzera), nejlepší adaptace (Bertrand a Colo Tavernier)
- Filmový festival v Cannes: Cena za nejlepší režii